# Чик, Молли
Молли Чик (англ. Molly Cheek; род. 2 марта 1950, Бронксвилл) — американская актриса. Она наиболее известна благодаря своей роли Нэнси Бэнкрофт в ситкоме Showtime «Это шоу Гарри Шендлинга» (1986—1990). Чик также сыграла главную женскую роль в синдицированном ситкоме «Гарри и Хендерсоны», который транслировался в 1991—1993 годах, и снялась в недолго просуществовавших сериалах The Yeagers (ABC, 1980), Chicago Story (NBC, 1982) Go Fish (NBC, 2001). Она также появилась в более сорока других телевизионных шоу в эпизодических ролях.
Чик также известна благодаря роли матери Джима Левенстайна в серии фильмов «Американский пирог».

## Избранная фильмография
| Год       |   | Русское название            | Оригинальное название    | Роль            |
| --------- | - | --------------------------- | ------------------------ | --------------- |
| 1988      | ф | Пурпурный людоед            | Purple People Eater      | миссис Орфус    |
| 1991—1993 | с | Гарри и Хендерсоны          | Harry and the Hendersons | Нэнси Хендерсон |
| 1993      | в | Чудовищная мачеха           | Stepmonster              | Эбби Доэрти     |
| 1998      | ф | Дымовые сигналы             | Smoke Signals            | Пенни Сайсеро   |
| 1999      | ф | Американский пирог          | American Pie             | мама Джима      |
| 2001      | ф | Американский пирог 2        | American Pie 2           | мама Джима      |
| 2003      | ф | Американский пирог: Свадьба | American Wedding         | мама Джима      |
| 2003      | ф | Свадебная вечеринка Эйприл  | April’s Shower           | Фрэнни          |
| 2004      | ф | Человек-паук 2              | Spider-Man 2             | светская дама   |
| 2005      | ф | Больше, чем любовь          | A Lot like Love          | Кристин         |
| 2007      | ф | Счастливчик Макс            | Good Time Max            | Кэрол           |
| 2007      | ф | Клуб «Кошечка»              | Cougar Club              | миссис Холмс    |
| 2009      | ф | Затащи меня в ад            | Drag Me to Hell          | Труди Далтон    |
| 2011      | ф | Низкая точность             | Low Fidelity             | Линн            |